# Clement Freud
Sir Clement Freud, celým jménem Clement Raphael Freud (24. dubna 1924, Berlín – 15. dubna 2009) byl britský politik a spisovatel knih pro děti. Jeho nejznámějším dílem je kniha Grimble, která vyšla roku 1968 s ilustracemi Franka Francise, a která pojednává o desetiletém obrýleném chlapci. Autorka Harryho Pottera J. K. Rowlingová knihu Grimble označila za jednu ze svých nejoblíbenějších a postava obrýleného Harryho byla Grimblem otevřeně inspirována (co do vzhledu postavičky). Clement Freud se věnoval i politické kariéře, a to v rámci britské Liberální strany. V letech 1973–1983 byl jejím poslancem za North East Cambridgeshire. Byl vnukem zakladatele psychoanalýzy Sigmunda Freuda a bratrem malíře Luciana Freuda.